# Adalberon de Laon
Adalberon (sau Ascelin) (n. ? - d. 19 iulie 1030/1031) a fost cleric și poet francez, devenit episcop de Laon din 977.

## Viață
Adalberon era fiu al lui Reginar de Bastogne și nepot al episcopului Adalberon de Reims.
El a studiat la Reims și s-a aflat în capitlul catedralei din Metz.
Cronicarul Richerus de Reims amintește de o acuzație din 977 la adresa sa, lansată de ducele Carol de Lotharingia, fratele regelui Lothar al Franței, episcopul fiind acuzat de adulter cu regina Ema de Italia, soția lui Lothar. Fiul Emei, Ludovic al V-lea al Franței l-a îndepărtat din Laon în 981.
Atunci când Laon a fost capturat de către Carol de Lotharingia în 988, Adalberon a fost pus în închisoare, de unde însă a evadat și a căutat protecție pe lângă Hugo Capet, devenit între timp rege al Franței. Câștigând încrederea lui Carol și a arhiepiscopului Arnulf de Reims, el a fost restaurat la conducerea episcopatului său; însă în 991, el a predat Laon, odată cu Carol și cu Arnulf, în mâinile lui Hugo Capet.
Ulterior, el a luat parte activă doar în chestiunile ecleziastice.

## Opere
Adalberon a scris un poem satiric sub forma unui dialog, dedicat lui Robert al II-lea al Franței, în care se poziționează împotriva reformei episcopale și monastice din vremea sa. El își demonstrează antipatia față de Odilo, abate de Cluny, și a susținătorilor acestuia, ca și obiecțiile sale față de accederea persoanelor de joasă condiție la funcții episcopale.

Diagrama celor trei ordine

Se pare că Adalberon a devenit celebru în istoria Franței datorită unui poem în care face trimitere la cele trei ordine din societate: oratores, bellatores și laboratores: clerul, nobilimea și cavalerii, și lucrătorii, cei din urmă susținându-i pe ceilalți, iar cu toții susținând edificiul umanității. Ideea va fi încorporată în cele trei stări ale Vechiului Regim din Franța.